# Lansing
|  | Per a altres significats, vegeu «Lansing (desambiguació)». |

Lansing és la capital de l'estat estatunidenc de Michigan. Lansing està situat al sud de l'estat. És una de les ciutats més grans de l'estat, amb una densitat poblacional de 1.164,67 persones per km² i una població de 112.644 habitants segons el cens dels Estats Units del 2020.

## Geografia
- Altitud: 259 metres.
- Latitud: 42º 43' 57" N
- Longitud: 084º 33' 20" O

## Personalitats destacades
- John Hughes, director de cinema
- Larry Page
- Magic Johnson
- Steven Seagal

## Ciutats agermanades
Lansing té un pacte d'agermanament amb les següents poblacions:
- Guadalajara (Jalisco, Mèxic)